# یوجی فونایاما
یوجی فونایاما (ژاپنی: 船山 祐二؛ زادهٔ ۱۹ ژانویهٔ ۱۹۸۵) یک بازیکن فوتبال اهل ژاپن است.
از باشگاه‌هایی که در آن بازی کرده‌است می‌توان به باشگاه فوتبال کاشیما آنتلرز، باشگاه فوتبال سرزو اوساکا، باشگاه فوتبال مونتدیو یاماگاتا، باشگاه فوتبال آویسپا فوکوئوکا و باشگاه فوتبال توکیو وردی اشاره کرد.